# Kolpina
Kolpina (ook wel Kolpino, Russisch: Колпинa, Estisch en Seto: Kulkna) is een eiland in Rusland. Het is het grootste eiland in het Meer van Pskov, Bestuurlijk valt het onder het district Petsjory van de oblast Pskov. Daarbinnen ligt het in de gemeente Kroepp. Op het eiland liggen drie plaatsen: Kolpino (Колпино), Medli (Медли) en Sjartovo (Шартово). In 2010 hadden de drie plaatsen samen 97 inwoners.

## Geografie

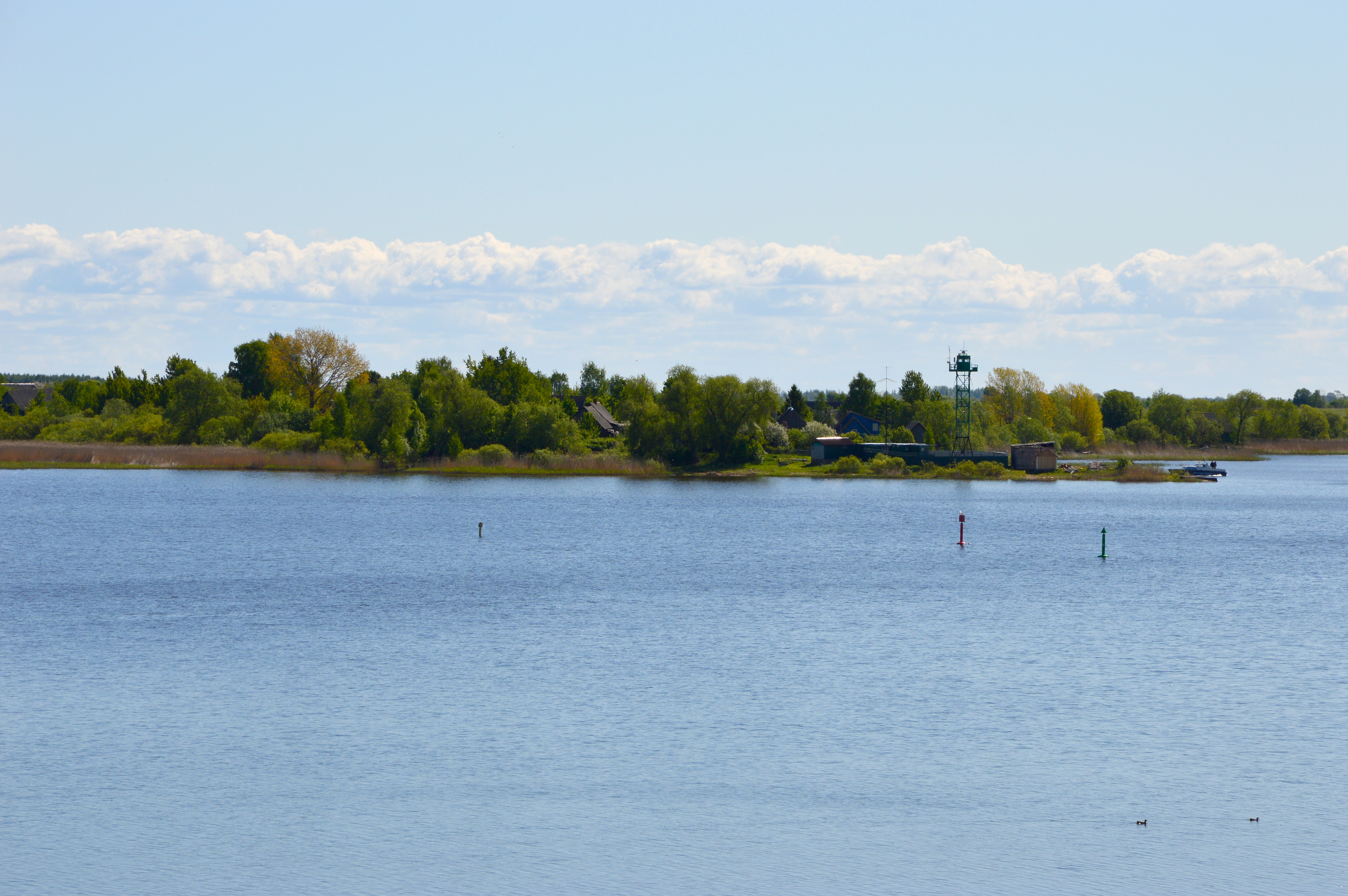
Kolpina, gefotografeerd vanuit Lüübnitsa in Estland

Het eiland ligt op ca. 500 meter afstand van de Russische exclave Doebki in het zuiden en de Estlandse oever van het Meer van Pskov in het westen. Er is geen reguliere veerverbinding met het eiland.
Het eiland is vlak, gemiddeld 1 tot 2 meter boven het oppervlak van het meer. De bewoners leven vooral van de visvangst.

## Geschiedenis
In het dorp Kolpino staat de Russisch-orthodoxe Kerk van de Gedaanteverandering van de Verlosser (Церковь Спаса Преображения, Tserkov Spasa Preobrazjenija). Ze is gebouwd in 1557. Waarschijnlijk had de kerk zelfs een voorganger, want in 1463 werd Kolpina genoemd als ‘eiland en kerk van Kalpin’. Het eiland had de status van pogost binnen het oejezd Pskov, dat een onderdeel was van het gouvernement Pskov. In 1919 werd het gebied waar Kolpina onder viel tijdens de Estische Onafhankelijkheidsoorlog veroverd door Estische troepen. In 1920 sloten Estland en de Sovjet-Unie het Verdrag van Tartu. Het veroverde gebied werd als provincie Petserimaa bij Estland ingelijfd. Het eiland viel tussen 1920 en 1945 onder de Estische gemeente Kulje. In 1928 werd de naam veranderd van Kolpino naar Kulkna.
Op 16 januari 1945 werd Estland, dat inmiddels door de Sovjet-Unie was bezet, gedwongen het grootste deel van de provincie Petserimaa aan de Russische Socialistische Federatieve Sovjetrepubliek af te staan. Sindsdien is het eiland Russisch.